# Arpella del Pacífic
L'arpella del Pacífic (Circus approximans) és un ocell rapinyaire de la família dels accipítrids (Accipitridae). Habita zones de sabana, aiguamolls i praderies humides d'Austràlia, Tasmània i altres illes del Pacífic, a Nova Zelanda, illes Lord Howe i Norfolk, Nova Caledònia, illes Loyauté, Fiji, Tonga, Vanuatu, i Chatham i Kermadec. El seu estat de conservació es considera de risc mínim.